# Thioamide

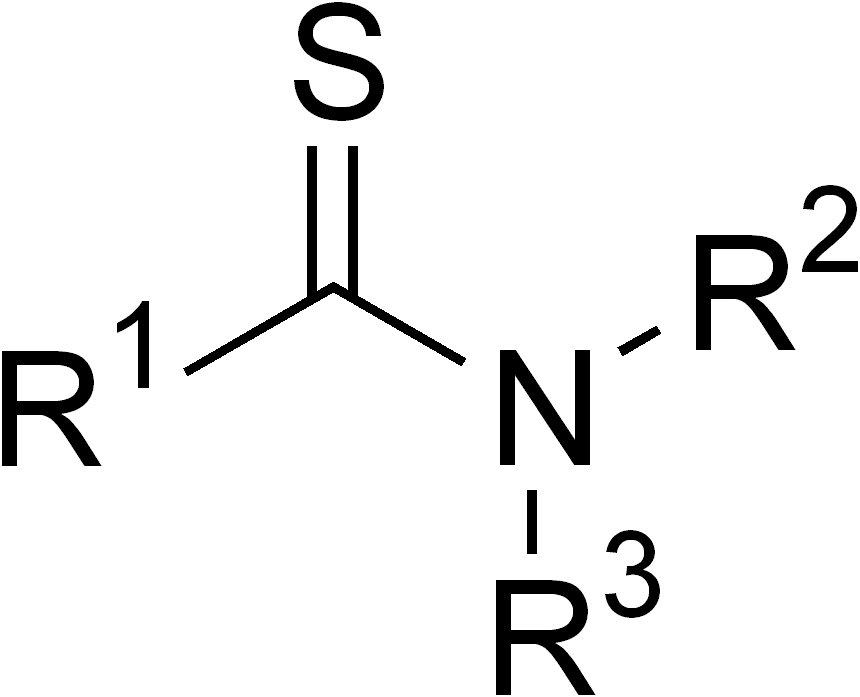
Groupe fonctionnel thioamide

Un thioamide aussi appelé une énaminothiocétone, et plus rarement thionamide ou thio-urylène, est un groupe fonctionnel de  structure générale R1-CS-NR2R3, où R1, R2 et R3 sont des groupes organiques. C'est l'analogue du groupe amide dans lequel l'atome d'oxygène a été substitué par un atome de soufre, comme l'indique le préfixe thio-.
L'un des thioamides les plus courants est le thioacétamide, utilisé comme source d'ion sulfure et comme bloc de construction en chimie des composés hétérocycliques.
Le terme thioamide est aussi utilisé comme synonyme de médicament anti-thyroïdien, une classe de médicaments utilisé dans le contrôle de l'hyperthyroïdie.
Par analogie avec les amides, les thioamides cycliques sont appelés thiolactames.

## Synthèse
Les thioamides sont en général préparés par traitement de l'amide équivalent par un sulfure de phosphore tel que le pentasulfure de diphosphore, ou pour certaines applications spécialisées, par le réactif de Lawesson,.
Une voie différente passe par la réaction d'un nitrile avec le sulfure d'hydrogène:
La réaction de Willgerodt-Kindler  permet aussi de synthétiser des benzylthioamides.